# Acquari di famiglia
Acquari di famiglia (Tanked) è una serie televisiva statunitense, in onda dal 7 agosto 2011 al 28 dicembre 2018 negli Stati Uniti su Animal Planet. In Italia è stata trasmessa su DMAX e Discovery Channel a partire dal 2012. La serie segue le operazioni della Acrylic Tank Manufacturing, azienda produttrice di acquari con sede a Las Vegas di proprietà dei cognati Brett Raymer e Wayde King (in italiano doppiati rispettivamente da Paolo Marchese e Simone Mori). La sorella di Brett Heather, sposata con Wayde, è la contabile della società, e il padre di Heather e Brett, Irwin Raymer (anche conosciuto come Il Generale), è il responsabile dell'azienda.
Altri dipendenti sono lo shop manager Robert "Robbie Redneck" Christlieb e il coordinatore delle vendite Agnes Wilczynski.
Nel 2012 Animal Planet ha riproposto l'intera serie con commenti di testo aggiuntivi dal cast con il titolo Tanked: Unfiltered.

## Episodi
| Stagione                 | Puntate | Prima TV originale | Prima TV Italia |
| ------------------------ | ------- | ------------------ | --------------- |
| Prima stagione           | 6       | 2011               | 2012            |
| Seconda stagione         | 8       | 2012               | 2013            |
| Terza stagione           | 7       | 2012               | 201?            |
| Quarta stagione          | 11      | 2013               | 201?            |
| Quinta stagione          | 6       | 2013               | 201?            |
| Sesta stagione           | 6       | 2013               | 201?            |
| Settima stagione         | 11      | 2014               | 201?            |
| Ottava stagione          | 14      | 2014-2015          | 201?            |
| Nona stagione            | 16      | 2015-2016          | 2019            |
| Decima stagione          | 10      | 2016               | 2019            |
| Undicesima stagione      | 9       | 2016               | Inedita         |
| Special                  | 8       | 2016-2017          | Inedita         |
| Dodicesima stagione      | 10      | 2017               | Inedita         |
| Tredicesima stagione     | 10      | 2017               | Inedita         |
| Quattordicesima stagione | 11      | 2018               | Inedita         |
| Quindicesima stagione    | 10      | 2018               | Inedita         |